# Nissan NV200

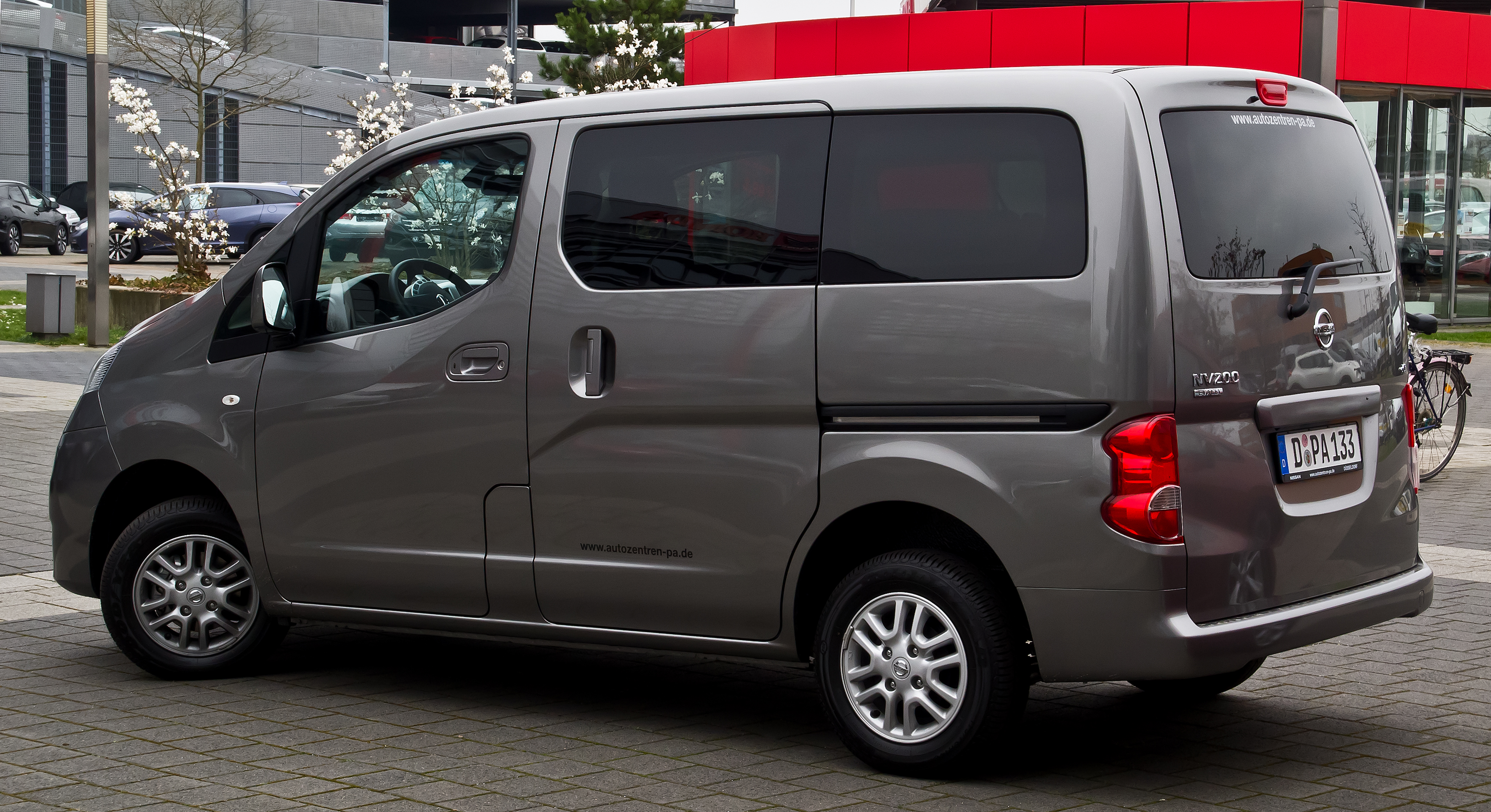
Heck- und Seitenansicht

Der Nissan NV200 ist ein Kleintransporter des Automobilherstellers Nissan. Er war in zwei Karosserieversionen als Kastenwagen oder Kombi erhältlich, die jeweils mit vier, fünf oder sechs Türen ausgestattet werden konnten. Das Leergewicht wird mit 1292–1440 kg angegeben. Der Kombi konnte mit fünf oder sieben Sitzen bestellt werden. Der NV200 wurde 2010 zum Van of the Year gewählt, und erhielt diese Auszeichnung als zweites Nutzfahrzeug von Nissan in Europa nach dem Sunny Van 1993. Die Auszeichnung erhielt der NV200 hauptsächlich wegen seines günstigen Preises und seiner großen Ladefläche. Der NV200 für Europa wurde zusammen mit dem Kompaktvan Evalia von Nissan Motor Ibérica in Barcelona hergestellt. Der NV200 Vanette dagegen rollte im Shōnan-Werk von Nissan Shatai vom Band.
In Europa wurden die Verbrenner-Versionen zum Modelljahr 2020 eingestellt, die Transporter-Versionen durch den NV250 auf Basis des Renault Kangoo W ersetzt. Der e-NV200 wurde erst 2021 durch den Nissan Townstar auf Basis der dritten Kangoo-Generation abgelöst.

## Ausstattung
Der NV200 wurde in insgesamt drei Ausstattungsvarianten angeboten. Die Linien Comfort und Premium waren für alle Karosserievarianten erhältlich, lediglich die Variante Pro war ausschließlich dem Kastenwagen vorbehalten und bietet den geringsten Umfang.

## Motorisierungen
| NV200                                        | 1.6                                                | 1.5 dCi 90                                                                       | 1.5 dCi 110                                                                      |
| -------------------------------------------- | -------------------------------------------------- | -------------------------------------------------------------------------------- | -------------------------------------------------------------------------------- |
| Bauzeitraum:                                 | 2009–2019                                          | 2009–2019                                                                        | 2012–2019                                                                        |
| Motortyp:                                    | Vierzylinder-Ottomotor in Reihenbauart, 16V (DOHC) | Vierzylinder-Dieselmotor in Reihenbauart mit Common-Rail-Einspritzung, 8V (SOHC) | Vierzylinder-Dieselmotor in Reihenbauart mit Common-Rail-Einspritzung, 8V (SOHC) |
| Hubraum:                                     | 1598 cm³                                           | 1461 cm³                                                                         | 1461 cm³                                                                         |
| max. Leistung bei min−1:                     | 81 kW (110 PS)/6000                                | 66 kW (90 PS)/4000                                                               | 81 kW (110 PS)/4000                                                              |
| max. Drehmoment bei min−1:                   | 153 Nm/4400                                        | 200 Nm/2000                                                                      | 240 Nm/2000                                                                      |
| Antriebsart:                                 | Frontantrieb                                       | Frontantrieb                                                                     | Frontantrieb                                                                     |
| Getriebe:                                    | 5-Gang-Schaltgetriebe                              | 5-Gang-Schaltgetriebe                                                            | 6-Gang-Schaltgetriebe                                                            |
| Beschleunigung, 0–100 km/h:                  |                                                    |                                                                                  | 12,7 s                                                                           |
| Höchstgeschwindigkeit:                       | 165 km/h                                           | 158 km/h                                                                         | 169 km/h                                                                         |
| Kraftstoffverbrauch auf 100 km (kombiniert): | 7,2 l Super                                        | 5,0–5,1 l Diesel                                                                 | 4,9 l Diesel                                                                     |
| CO2-Emission, kombiniert:                    | 166 g/km                                           | 131–133 g/km                                                                     | 130 g/km                                                                         |
| Abgasnorm:                                   | Euro 5                                             | Euro 5                                                                           | Euro 5                                                                           |

## Taxi in New York

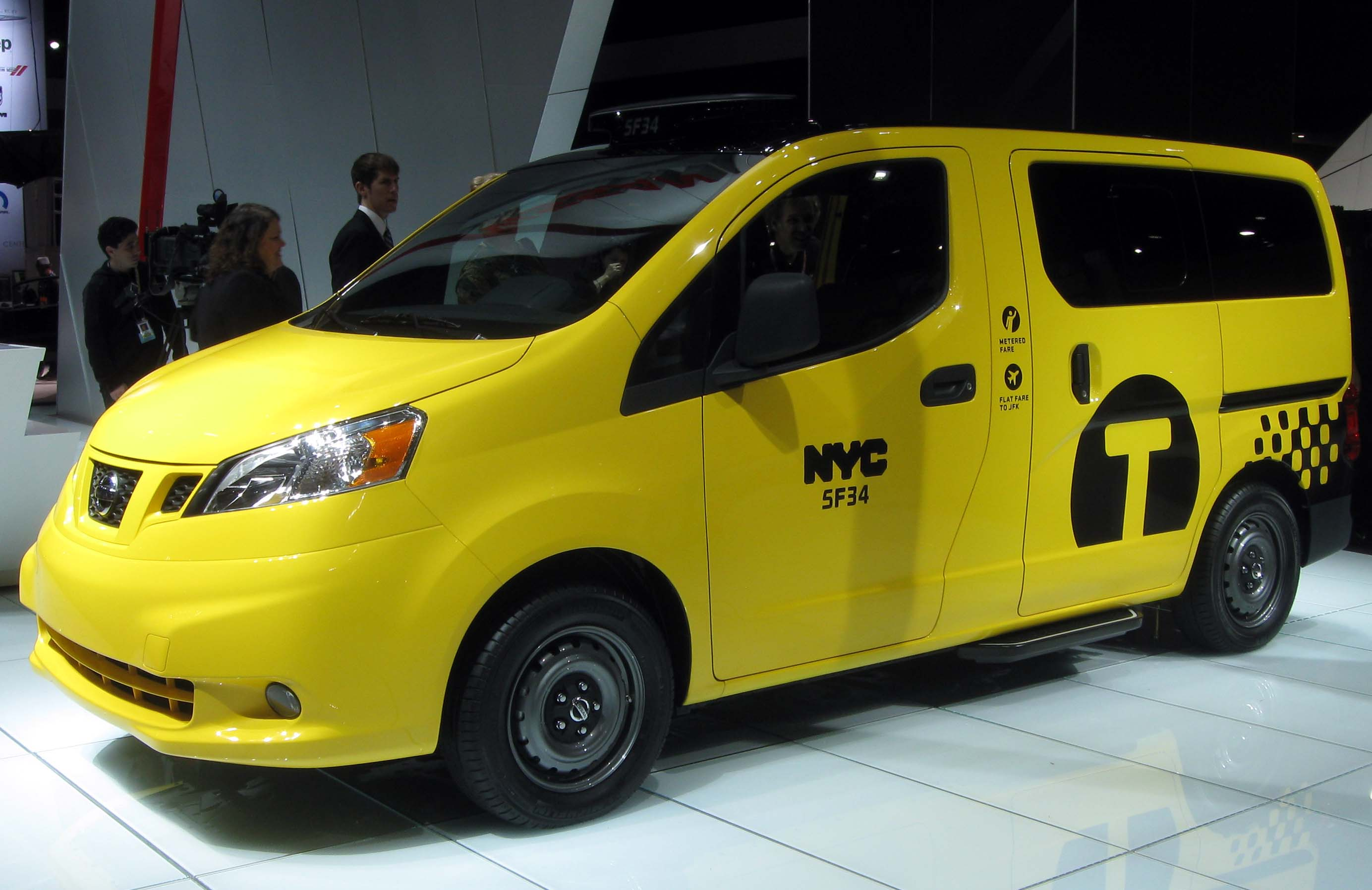
Nissan NV200

Der Nissan NV200 (in dieser Ausführung deutlich alias Nissan Evalia) wurde im Mai 2011 von der New York Taxi and Limousine Commission (TLC) als Standardtaxi für New York City ausgewählt. Von Ende 2013 an sollten für die folgenden zehn Jahre etwa 13.000 Fahrzeuge des Typs NV200/Evalia als Taxis eingesetzt werden. Diese wurden in Mexiko produziert, die Stoßfänger sind in Wagenfarbe und die Fahrzeuge bieten einige weitere Besonderheiten, wie ein Glasdach und zwei USB-Anschlüsse im Fond.

## e-NV200

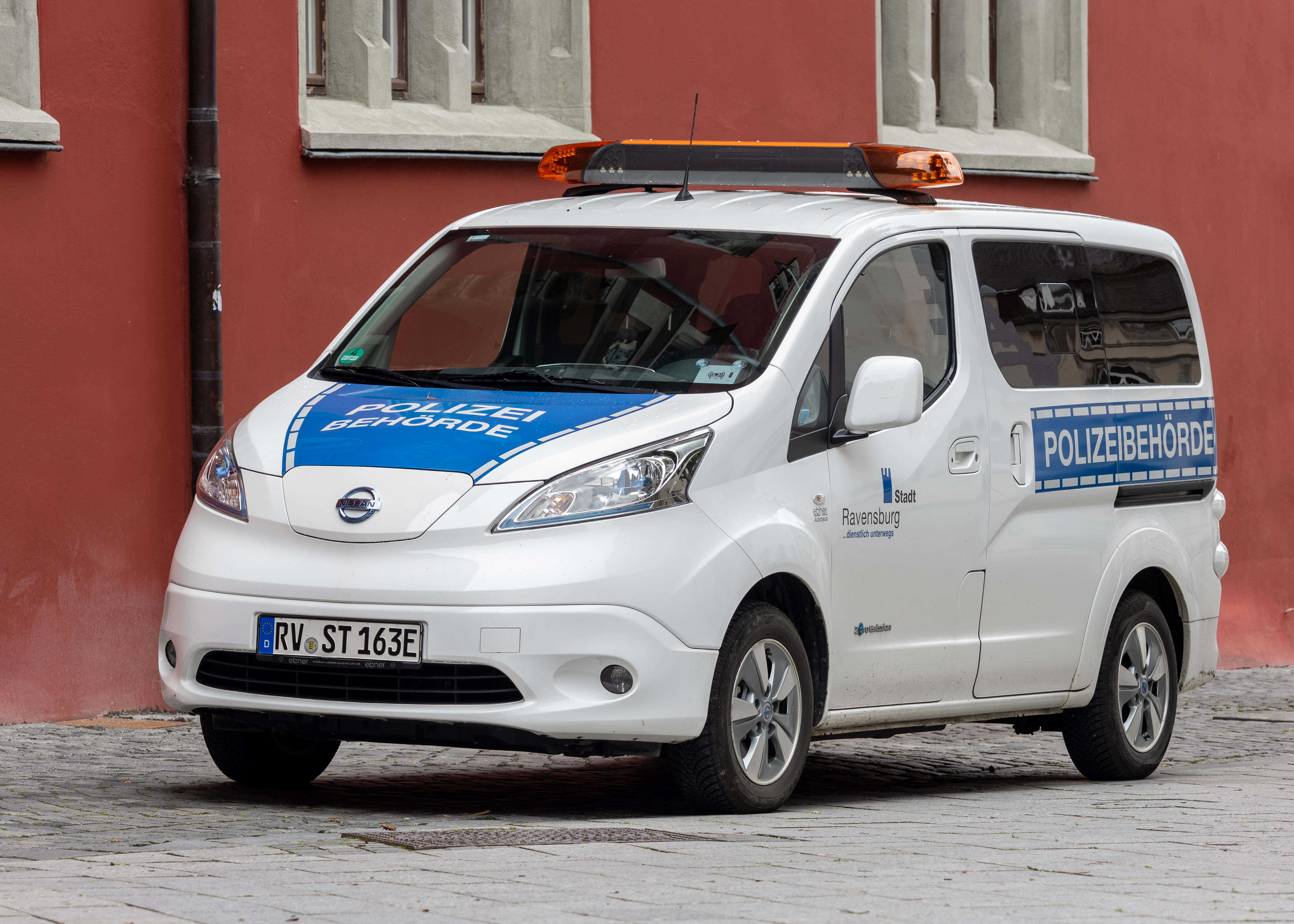
Nissan e-NV200

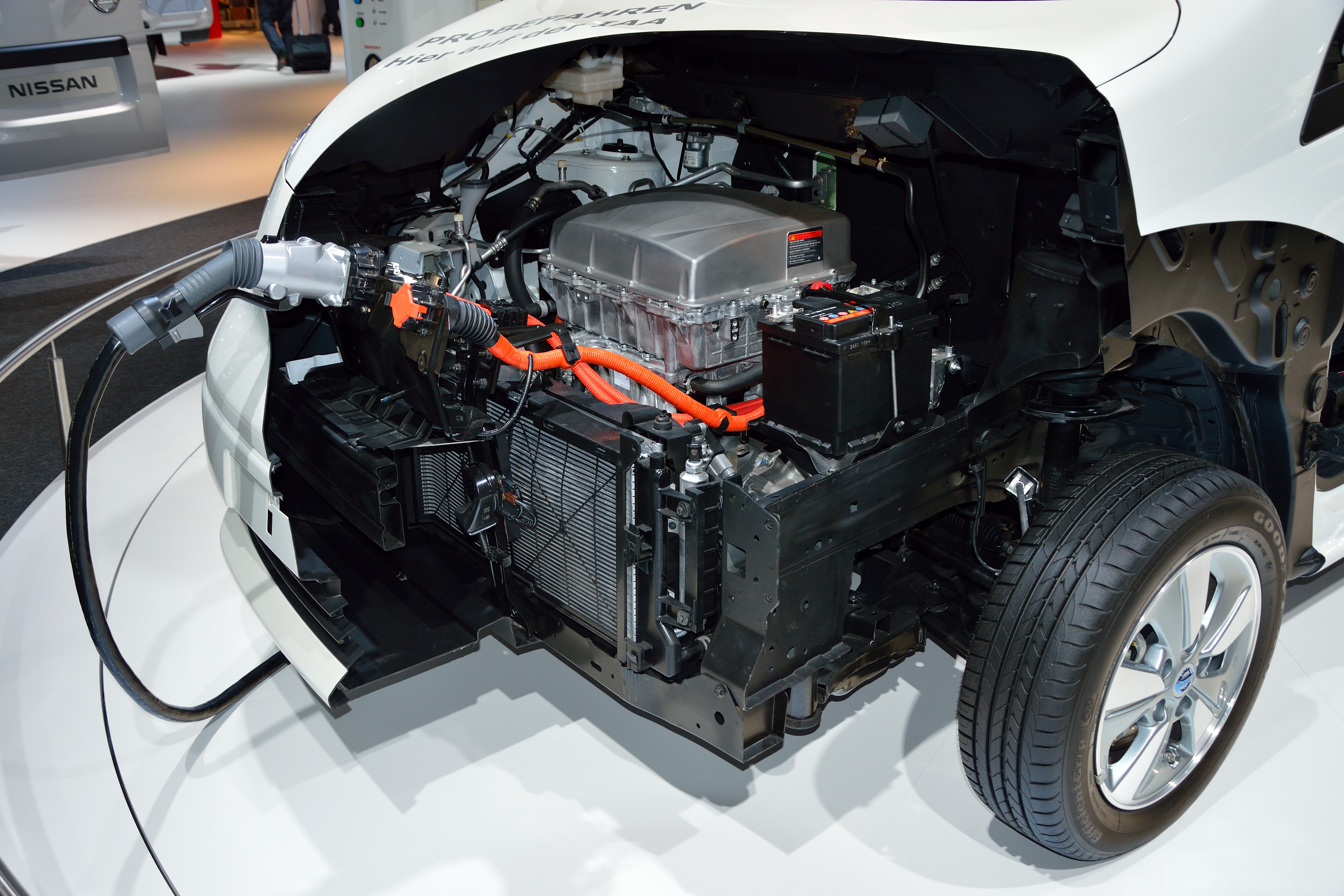
Schnittmodell mit Blick auf den Motorraum des e-NV200

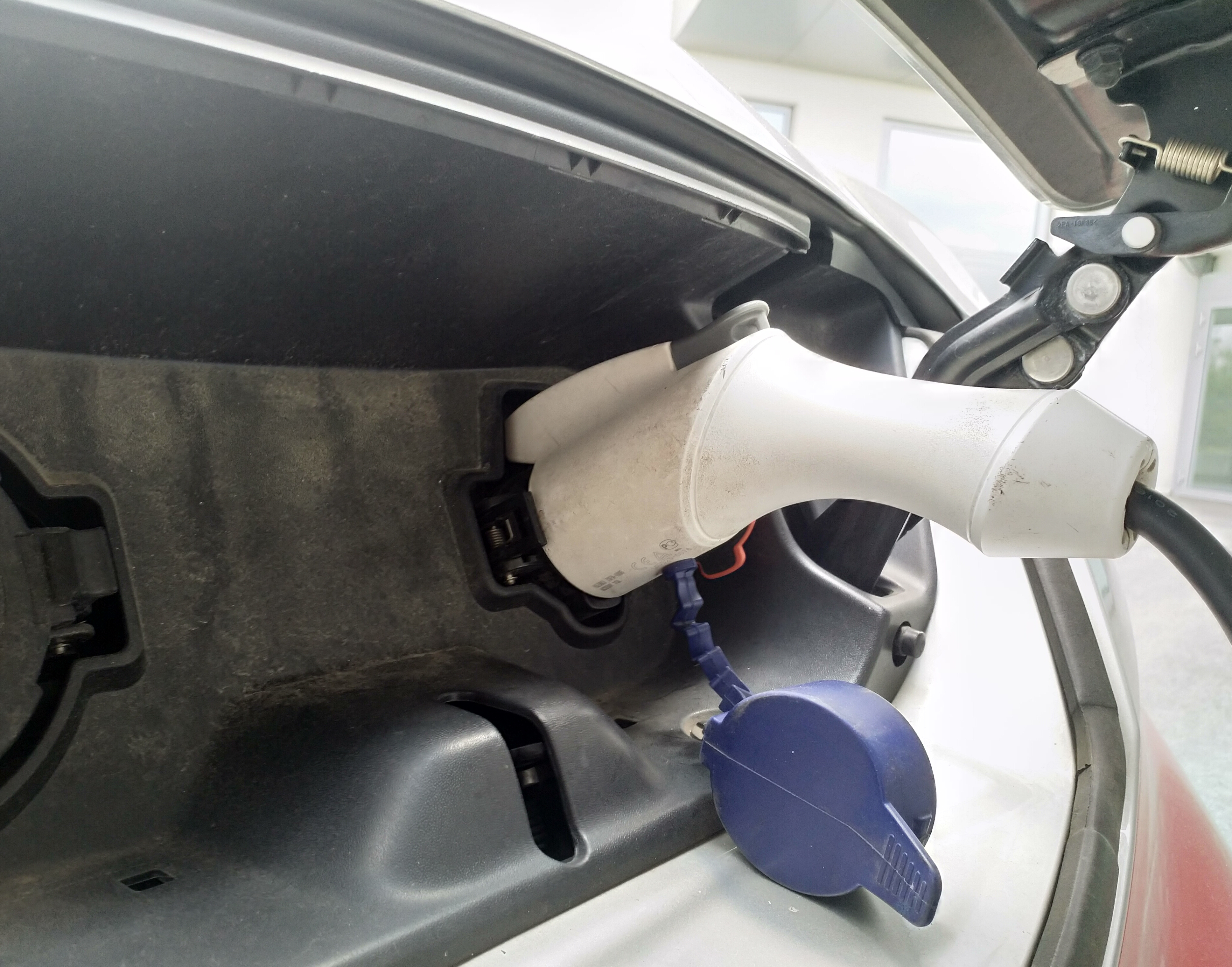
Das Laden eines e-NV200 mit einem Typ 1-Stecker

Ab 2013 wurde der Nissan NV200 auch als Elektroauto sowohl als Kastenwagen e-NV200 als auch als 5- und 7– sitziger Kleinbus e-NV200 Evalia angeboten. In die Produktionsstätte in Barcelona investierte Nissan rund 100 Millionen Euro. Bis zum Modelljahr 2017 war das Fahrzeug mit dem gleichen Lithium-Ionen-Akkumulator wie der Nissan Leaf mit 24 kWh ausgerüstet, was eine Reichweite von rund 170 km ermöglicht. 2018 wurde die Kapazität um 60 % auf 40 kWh erhöht. Dies erlaubt nach Angaben des Herstellers eine Reichweite von 275 km im Stadtverkehr. Der e-NV200 kann über einen Typ 1-Stecker sowie über den CHAdeMO-Anschluss geladen werden. Beide Anschlüsse befinden sich hinter einer hochklappbaren Blende an der Fahrzeugfront.
| Sterne im Euro-NCAP-Crashtest (2014) |

### Technische Daten
| Modell                                                 | e-NV200                            |
| ------------------------------------------------------ | ---------------------------------- |
| Motor                                                  | Synchronmotor                      |
| Max. Leistung                                          | 80 kW / 109 PS von 3008–10.000/min |
| Max. Drehmoment                                        | 254 Nm von 0–3008/min              |
| Höchstgeschwindigkeit                                  | 123 km/h                           |
| Getriebe                                               | ein Gang                           |
| Beschleunigung (0–100 km/h)                            | 14,0 s                             |
| Batteriekapazität                                      | 24 kWh / 40 kWh                    |
| Reichweite                                             | 200 km WLTP / 275 km NEFZ          |
| Elektrischer Verbrauch auf 100 km kombiniert nach WLTP | 25,9 kWh                           |

## Mitsubishi Delica D:3 seit 2011, Chevrolet City Express ab 2014

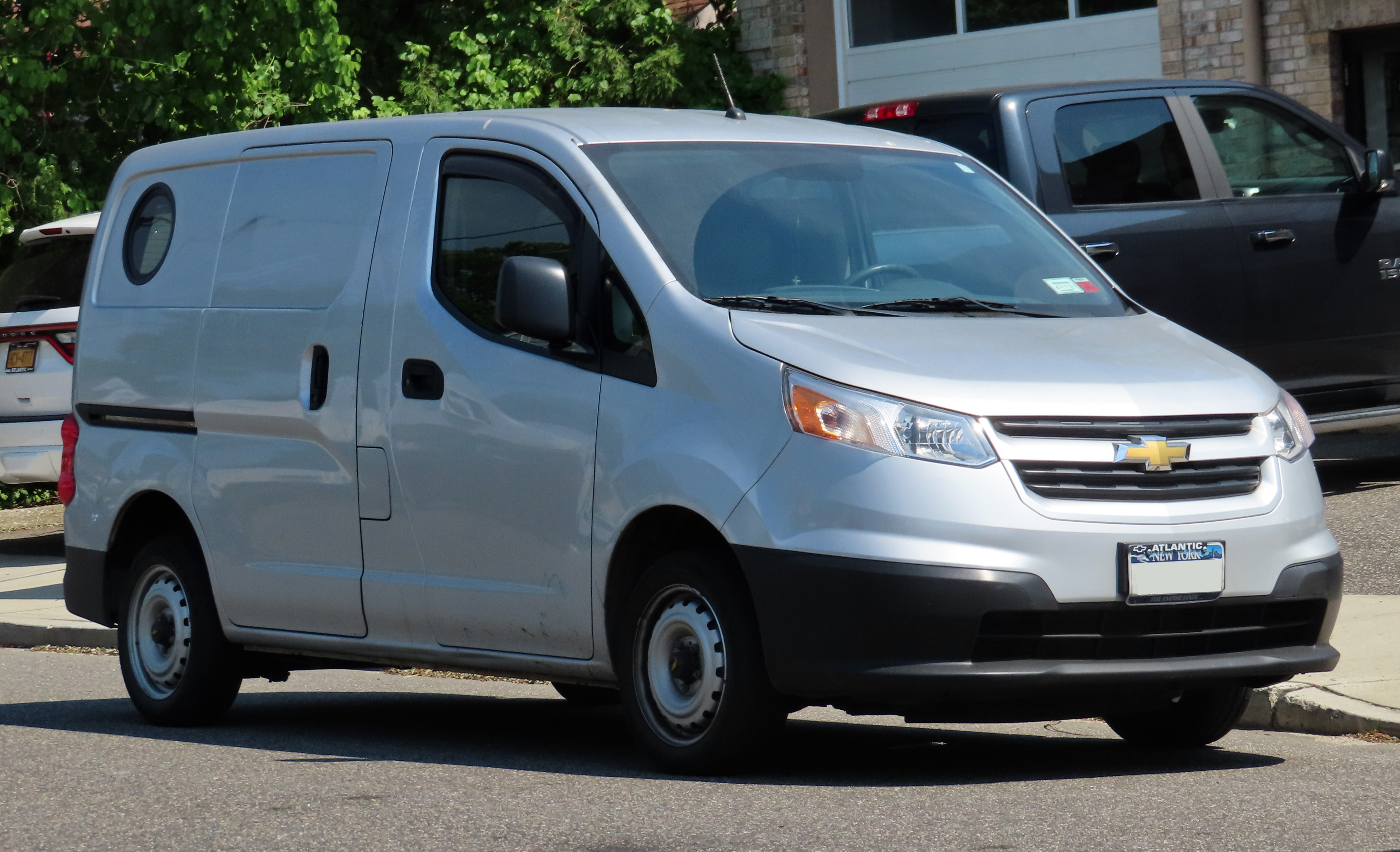
Chevrolet City Express

Im Rahmen von Verträgen zur gegenseitigen Belieferung mit Nutzfahrzeugen, wurde der NV200 in Asien mittels Badge-Engineering seit 2011 von Mitsubishi Motors als Delica D:3 angeboten.
Im Mai 2013 schloss Nissan einen Vertrag mit General Motors und produzierte ebenfalls mittels Badge-Engineering den NV200 als Chevrolet City Express, den Chevrolet von 2014 bis 2018 in den USA und Kanada verkaufte. Die Produktion wurde aufgrund von geringen Stückzahlen eingestellt. Insgesamt wurden vom "City Express" weniger als 30.000 Einheiten in den USA verkauft.

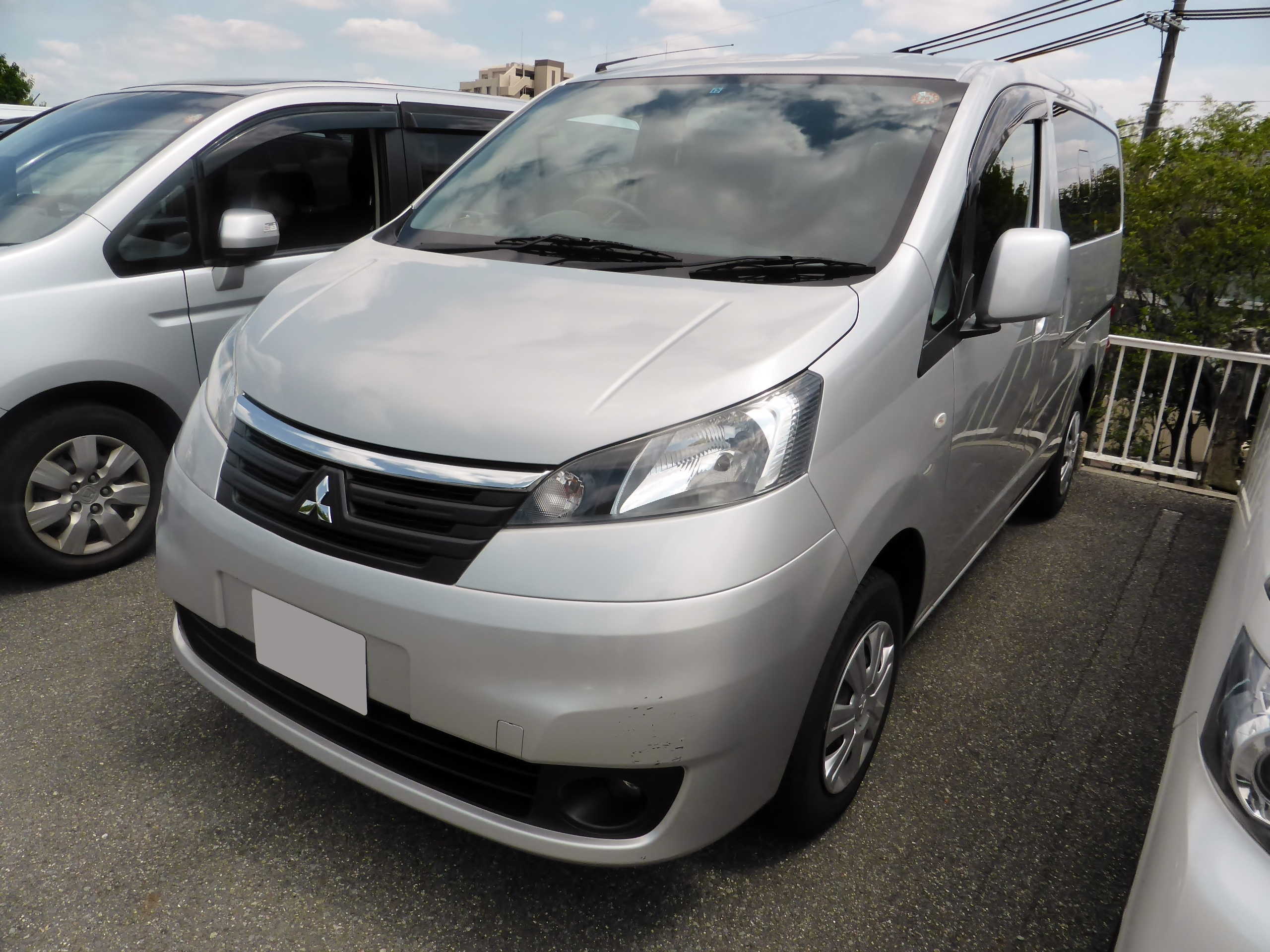
Mitsubishi Delica D:3

## Ashok Leyland Stile
Durch das Joint Venture von Ashok Leyland und Nissan wurde der NV200 von 2013 bis 2015 im gemeinsamen Werk Ashok Leyland-Nissan Pvt. Ltd. bei Chennai in Indien als Ashok Leyland Stile produziert. Erhältlich war das Fahrzeug hier nur als Sieben- oder Acht-Sitzer Minivan mit dem Renault-Nissan 1,5-Liter Dieselmotor mit 75 und 136 PS. Auch als Erdgasfahrzeug hatte der in der Ausstattung an den Nissan Evalia angelehnte Van ursprünglich erhältlich sein sollen.